# Wolfgang Böttcher (Badminton)
Wolfgang Böttcher (* 27. Juli 1953) ist ein ehemaliger deutscher Badmintonspieler.

## Karriere
Seine sportliche Laufbahn begann er bei der BSG Lokomotive Staßfurt. Mit seinem langjährigen Partner Armin Balke gewann er im Herrendoppel im Nachwuchsbereich drei Bronzemedaillen und eine Silbermedaille. Ihren größten gemeinsamen Erfolg feierten sie mit dem Titelgewinn in der AK 12/13 1967. 1970 gewann Böttcher im Herreneinzel den DDR-Juniorentitel. Mit dem Beginn seines Studiums und dem Wechsel an die DHfK Leipzig ging seine sportliche Karriere weiter steil bergauf. Mit dem dortigen Hochschulteam belegte er dreimal den Bronzeplatz bei den DDR-Mannschaftsmeisterschaften, 1976 gewann die Mannschaft sogar Silber. Seine größten Erfolg in den Einzeldisziplinen errang er gemeinsam mit dem Tröbitzer Joachim Schimpke 1974, als beide im Herrendoppel DDR-Meister wurden. Zum Saisonabschluss gewannen beide, Böttcher wurde mittlerweile regelmäßig für die Nationalmannschaft nominiert, das Internationale Werner-Seelenbinder-Gedenkturnier, was allerdings Böttchers einziger internationaler Erfolg blieb. Nach dem Ende seines Studiums in Leipzig wurde es auf sportlichem Gebiet ruhig um Wolfgang Böttcher.

## Sportliche Erfolge
| Veranstaltung                                     | Saison    | Disziplin    | Platz | Name |
| ------------------------------------------------- | --------- | ------------ | ----- | --- |
| DDR-Bestenermittlung AK 10/11                     | 1964/1965 | Herrendoppel | 3     | Armin Balke / Wolfgang Böttcher (Lok Staßfurt) |
| DDR-Bestenermittlung AK 12/13                     | 1965/1966 | Herrendoppel | 3     | Armin Balke / Wolfgang Böttcher (Lok Staßfurt) |
| DDR-Bestenermittlung AK 12/13                     | 1966/1967 | Herrendoppel | 1     | Armin Balke / Wolfgang Böttcher (Lok Staßfurt) |
| DDR-Einzelmeisterschaft AK 16/17                  | 1968/1969 | Herrendoppel | 3     | Armin Balke / Wolfgang Böttcher (Lok Staßfurt) |
| DDR-Einzelmeisterschaft AK 16/17                  | 1969/1970 | Herreneinzel | 1     | Wolfgang Böttcher (Lok Staßfurt) |
| DDR-Einzelmeisterschaft AK 16/17                  | 1969/1970 | Herrendoppel | 2     | Armin Balke / Wolfgang Böttcher (Lok Staßfurt) |
| DDR-Einzelmeisterschaft AK 16/17                  | 1970/1971 | Herrendoppel | 1     | Wolfgang Böttcher / Jürgen Richter (Lok Staßfurt / HSG DHfK Leipzig) |
| DDR-Einzelmeisterschaft AK 16/17                  | 1970/1971 | Herreneinzel | 1     | Wolfgang Böttcher (Lok Staßfurt) |
| DDR-Einzelmeisterschaft AK 16/17                  | 1971/1972 | Herrendoppel | 1     | Wolfgang Böttcher / Jürgen Richter (HSG DHfK Leipzig) |
| DDR-Einzelmeisterschaft AK 16/17                  | 1971/1972 | Mixed        | 1     | Wolfgang Böttcher / Helga Pöschel (HSG DHfK Leipzig) |
| DDR-Einzelmeisterschaft AK 16/17                  | 1971/1972 | Herreneinzel | 1     | Wolfgang Böttcher (HSG DHfK Leipzig) |
| DDR-Mannschaftsmeisterschaft                      | 1971/1972 | Mannschaft   | 3     | HSG DHfK Leipzig (Gerd Pigola, Volker Herbst, Wolfgang Böttcher, Jürgen Richter, Frank Geißler, Beate Herbst, Monika Brehmer, Christel Sommer, Helga Pöschel)                                               |
| DDR-Mannschaftsmeisterschaft                      | 1972/1973 | Mannschaft   | 3     | HSG DHfK Leipzig (Gerd Pigola, Volker Herbst, Wolfgang Böttcher, Jürgen Richter, Bernd Brösdorf, Frank Geißler, Joachim Gerhardt, Hachmeister, Christel Sommer, Helga Pöschel, Beate Herbst, Helga Pöschel) |
| DDR-Mannschaftsmeisterschaft                      | 1973/1974 | Mannschaft   | 3     | HSG DHfK Leipzig (Gerd Pigola, Volker Herbst, Wolfgang Böttcher, Bernd Brösdorf, Peter Rebel, Beate Herbst, Christel Sommer)                                                                                |
| Internationales Werner-Seelenbinder-Gedenkturnier | 1973/1974 | Herrendoppel | 2     | Roland Riese / Wolfgang Böttcher (Fortschritt Tröbitz / HSG DHfK Leipzig) |
| DDR-Meisterschaft                                 | 1973/1974 | Herrendoppel | 1     | Joachim Schimpke / Wolfgang Böttcher (Fortschritt Tröbitz / HSG DHfK Leipzig) |
| DDR-Mannschaftsmeisterschaft                      | 1974/1975 | Mannschaft   | 3     | HSG DHfK Leipzig (Wolfgang Böttcher, Gerd Pigola, Jürgen Richter, Volker Herbst, Bernd Brösdorf, Ralph Schieck, Peter Rebel, Beate Herbst, Christel Sommer)                                                 |
| DDR-Meisterschaft                                 | 1974/1975 | Herrendoppel | 2     | Joachim Schimpke / Wolfgang Böttcher (Fortschritt Tröbitz / HSG DHfK Leipzig) |
| Internationales Werner-Seelenbinder-Gedenkturnier | 1974/1975 | Herrendoppel | 1     | Joachim Schimpke / Wolfgang Böttcher (Fortschritt Tröbitz / HSG DHfK Leipzig) |
| Internationales Werner-Seelenbinder-Gedenkturnier | 1974/1975 | Mixed        | 3     | Wolfgang Böttcher / Christel Sommer (HSG DHfK Leipzig) |
| DDR-Mannschaftsmeisterschaft                      | 1975/1976 | Mannschaft   | 2     | HSG DHfK Leipzig (Wolfgang Böttcher, Gerd Pigola, Jürgen Richter, Volker Herbst, Matthias Röder, Manfred Blauhut, Christel Sommer, Beate Herbst)                                                            |
| DDR-Seniorenmeisterschaft AKI                     | 1989/1990 | Herrendoppel | 3     | Karl-Heinz Grey / Wolfgang Böttcher (Lok Staßfurt) |